# Lea Tsemel
Lea Tsemel o Leah Tsemel (en hebreu: לאה צמל) (Haifa, 19 de juny de 1945) és una advocada i activista política israeliana, coneguda per la seva tasca a favor dels drets dels palestins. Tsemel defineix la seva carrera com «tot allò que es produeixi entre els palestins i les autoritats». Les seves cinc dècades de representació dels acusats palestins en el sistema judicial israelià és el tema del documental Advocate, publicat l'any 2019.

## Biografia
Tsemel va néixer el 19 de juny de 1945 a Haifa, Mandat britànic de Palestina. Els seus pares, que van fer l'aliyà a la dècada de 1930, provenien de Belarús i Polònia, sent el seu pare un enginyer. Va estudiar dret a la Universitat Hebrea de Jerusalem a finals de la dècada de 1960. Es va casar amb l'activista antisionista Michel Warschawski i tingueren dos fills (Nissan i Talila) i set nets.

## Trajectòria professional
El 1971 es va convertir en aprenent de l'advocada de drets humans Felicia Langer.
Tsemel va representar l'activista Ezra Nawi. Un colonitzador israelià va declarar que Nawi l'havia obstaculitzat a filmar l'assistència de Nawi a palestins i Nawi va ser condemnat i multat. En apel·lació, Tsemel va argumentar amb èxit que la zona que cultivaven els palestins no pertanyia al poblat i la condemna a Nawi va ser anul·lada.
També va representar l'estudiant Salah Hamouri després d'haver estat acusat de dos càrrecs: planejar l'assassinat del rabí Ovadia Yosef i per militar al Front Popular per a l'Alliberament de Palestina. Va aconsellar a Hamouri que es declarés culpable d'aquest últim a canvi d'una sentència reduïda.
Tsemel «no discrimina la seva clientela... sigui qui sigui, siguin quin siguin els càrrecs als que s'enfronta», sent coneguda per defensar activistes suïcides.

## Activisme polític
Tsemel va criticar el Camp 1391, un camp de presons de les Forces de Defensa d'Israel per a presoners d'alt risc al nord d'Israel, afirmant que «qualsevol persona que entri a la presó pot fer-se desaparèixer, possiblement per sempre, no és diferent de les presons dirigides per dictadors sud-americans de pa sucat amb oli». Tsemel va participar en el Tribunal Russell sobre Palestina.
Va ser candidata de Llista Conjunta a les eleccions legislatives d'Israel de 2015.
La seva carrera com a advocada israeliana en matèria de drets humans, que defensa els palestins, és el tema del documental de 2019 Advocate, dirigit per Rachel Leah Jones i Philippe Bellaïche.

## Premis
Tsemel, juntament amb l'advocat palestí Raji Sourani, va rebre el premi Llibertat, igualtat, fraternitat de 1996, el premi més alt en drets humans atorgat pel govern de França.
Amb posterioritat, i juntament amb l'advocat palestí Mohammad Na'amneh, va rebre el premi Hans Litten de 2004, atorgat per l'Associació Europea d'Advocats per a la Democràcia i els Drets Humans del Món.